# 돌꽃

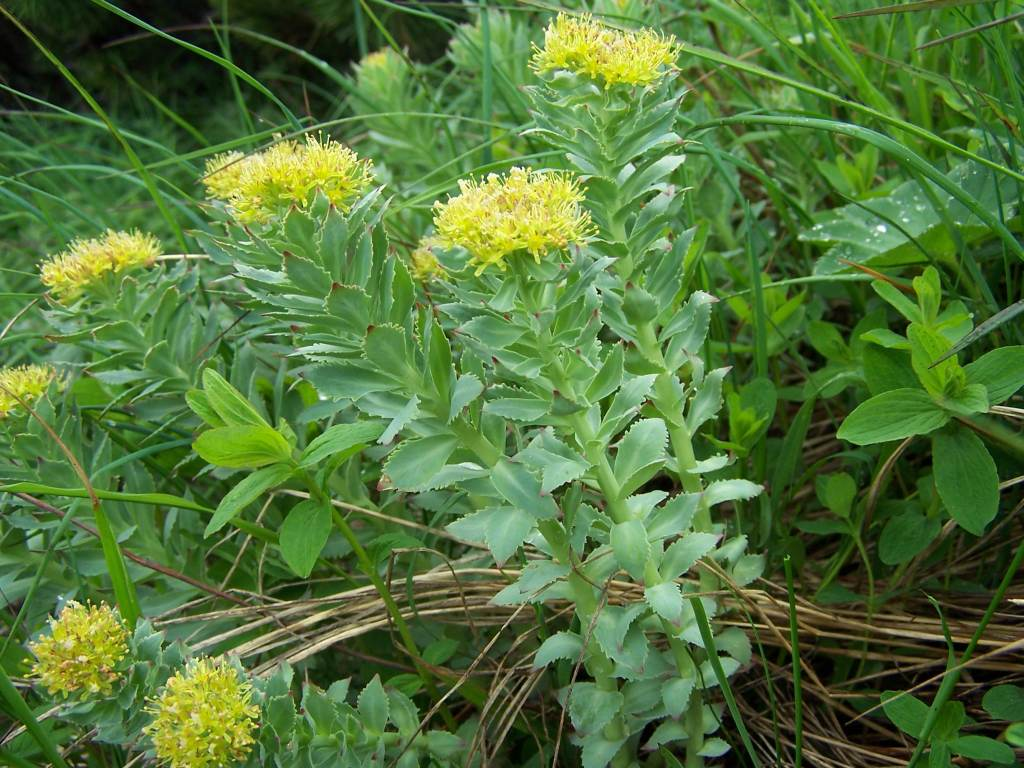

돌꽃(Rhodiola rosea, golden root, rose root, roseroot:138, Aaron's rod, Arctic root, king's crown, lignum rhodium, orpin rose) 또는 홍경천(紅景天)은 한국 북부지방에 분포하는 여러해살이풀이다. 깊은 산의 바위에서 자란다. 뿌리줄기는 굵고 밑동이 비늘 같은 잎으로 둘러싸여 있으며, 줄기는 뭉쳐나고 곧게 선다. 높이는 10cm 정도이며 삭과는 난형이다. 잎은 어긋나고 잎자루는 없으며 피침형 또는 도란상 선형으로 톱니가 있다. 꽃은 2가화로 7-8월에 백색으로 피는데 산방상 취산꽃차례를 줄기 끝에 단다. 꽃잎은 4개로 원상 피침형이고 꽃받침보다 길다. 꽃받침조각도 4개로 피침형이고, 수술 8개는 꽃잎보다 다소 길며 암술대는 4개이다.